# KO Magazine
KO Magazine fu una popolare rivista statunitense di pugilato. Fu pubblicata per la prima volta nel 1980, in competizione con la rivista The Ring.
Fu fondata da Stanley Weston, editore di lunga data di numerose riviste di boxe e wrestling professionistico, il quale voleva che KO si distinguesse da tutte le altre riviste di boxe sul mercato, comprese quelle da lui pubblicate. Doveva competere con la rivista The Ring e in effetti per alcun anni vendette più copie. Peter King è stato redattore dalla fondazione fino al 1987. Altri membri chiave dello staff furono Steven Farhood, Richard Countis, Stu Saks, Jeff Ryan, Bill Apter e Ken Morgan.
I giornalisti che hanno contribuito includevano importanti e storici reporter come Al Bernstein e Richard Hoffer.
KO Magazine, soprannominata "The Knockout Boxing Magazine", conteneva alcune sezioni diventate molto popolari, come la sezione round-by-round in cui i pugili più importanti erano descritti pugno per pugno; poster con i record completi del pugile sul retro, e una domanda e risposta nella sezione intervista. Ogni numero conteneva classifiche in 12 classi di peso compilate dagli editori e includeva anche le lettere dei fan ("Between Rounds"), una cartella centrale a colori e un rapporto internazionale ("International Report") che presentava i risultati degli incontri di tutto il mondo.
Nel settembre 2007, KO Magazine ha cessato le pubblicazioni a seguito dell'acquisizione da parte della Golden Boy Enterprises, insieme a The Ring.